# Pedro de Amiens el Ermitaño

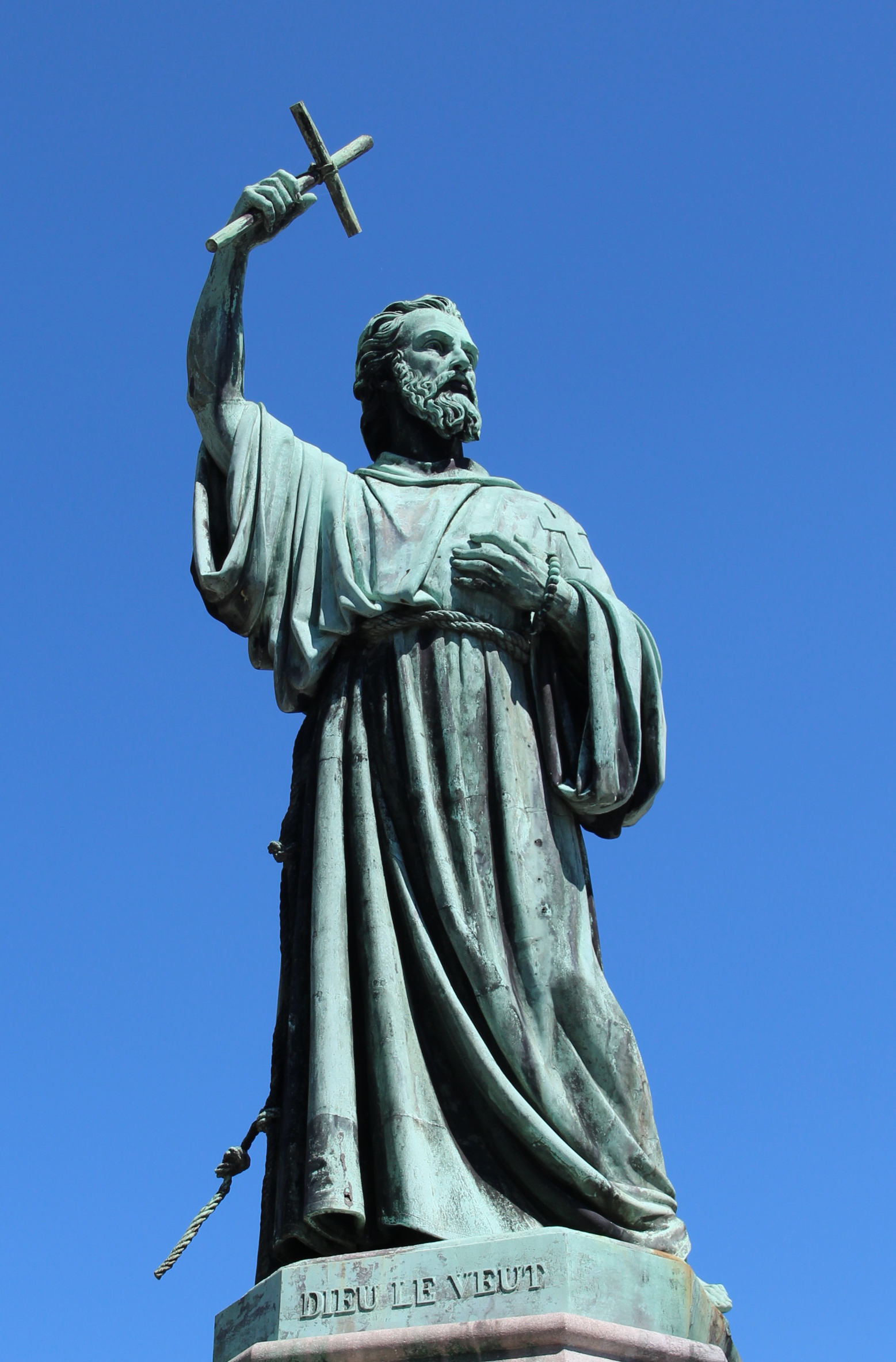
Estatua de Pedro el Ermitaño en Amiens.

Pedro el Ermitaño (Amiens, c. 1050 - Neufmoustier, 1115), también llamado Pedro de Amiens, fue un clérigo francés, líder religioso de la llamada Cruzada de los pobres, una peregrinación espontánea y armada que a finales del siglo XI intentó avanzar hacia Tierra Santa hasta ser rechazada y que sirvió de preludio a la Primera Cruzada.

## Biografía
Originario de Amiens, ya había recorrido con toda probabilidad lo que el mundo cristiano consideraba Tierra Santa cuando Urbano II lanzó su llamamiento a la cruzada el 27 de noviembre de 1095 tras el concilio de Clermont. La razón que exponía el papa era que tras la conquista de Jerusalén por los turcos selyúcidas a los árabes abasidas en 1073, se había prohibido desde entonces el acceso a los Santos Lugares a los peregrinos cristianos.
Mientras predicaba entre Bourges y Colonia, la elocuencia de Pedro el Ermitaño, hombre por otro lado de diferente cultura, levantó el entusiasmo de miles de cristianos (más de 12.000 hombres) que, al grito de Deus le volt, emprendieron la marcha en mayo de 1096 y llegaron a Constantinopla a finales de julio en donde el movimiento había crecido con personas que se adhirieron en el camino.
Tras avanzar hasta Nicomedia Pedro el Ermitaño ante los primeros reveses de su ejército regresó a Constantinopla para solicitar el apoyo del basileo, el emperador Alejo Comneno. Durante ese tiempo, su ejército fue masacrado por los selyúcidas de Rūm en las llanuras de Civitot (Kibotos), y Pedro el Ermitaño esperó a que los nobles occidentales llegaran a apoyarle, lo que sucedió en mayo de 1097.
Jerusalén fue tomada el viernes 15 de julio de 1099, Pedro fue nombrado capellán del ejército victorioso. Dio un sermón en monte de los Olivos donde exigió a los soldados saquear la ciudad y aniquilar sus ciudadanos infieles desarmados, musulmanes, judíos, mujeres y niños, prometiendo la entrada al Paraíso por tales acciones. 
De regreso a Huy (Bélgica) en 1100, Pedro el Ermitaño fundó allí el monasterio de Neufmoustier, en el que murió en 1115.

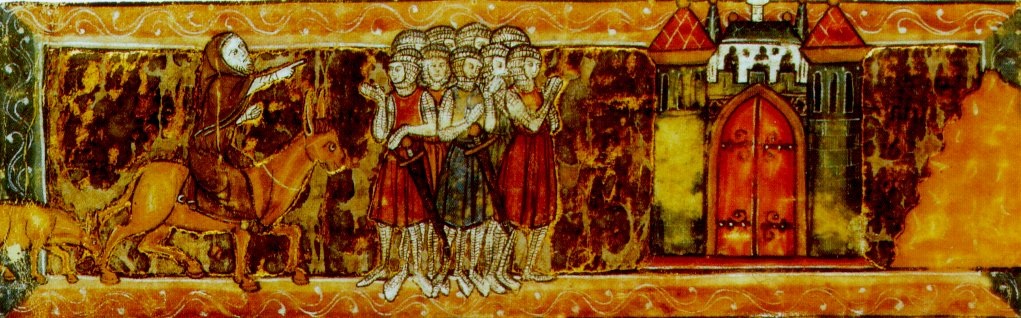
Ilustración del Roman du Chevalier du Cygne, manuscrito decorado sobre pergamino (fin del siglo XIII). BnF, Arsenal (Ms 3139 fol. 176v).

## Historiografía
Uno de los primeros historiadores en ocuparse seriamente de Pedro fue Heinrich Hagenmeyer. Sin embargo, tras analizar los testimonios más antiguos de la cruzada, restó importancia al rol desarrollado por Pedro el Ermitaño. De hecho, en esas primeras fuentes apenas se lo menciona. Según indica otro historiador de las cruzadas, Jean Flori, esto se puede deber a motivos ideológicos, especialmente a las consecuencias de la predicación de Pedro y al desorden de la peregrinación que se formó.